# Indonesische presidentsverkiezingen 2014
De presidentsverkiezingen in Indonesië in 2014 werden gehouden op 9 juli 2014. Bij de verkiezingen ging het tussen de gouverneur van Jakarta, Joko Widodo, en oud-legergeneraal Prabowo Subianto. De zittende president Susilo Bambang Yudhoyono kon zich na het volbrengen van twee regeringstermijnen niet opnieuw verkiesbaar stellen. De verkiezing werd gewonnen door Joko Widodo en zijn 'running mate' Jusuf Kalla, die op 20 oktober 2014 werden ingezworen als president en vicepresident van Indonesië.

## Achtergrond
Op basis van de wet op de presidentsverkiezingen (Wet 42 van het jaar 2008) konden alleen kandidaten voorgesteld worden door partijen of coalities van partijen met ten minste 25% van de stemmen bij de parlementsverkiezingen van april 2014 of ten minste 20% van de zetels in het parlement. Omdat geen enkele partij alleen aan deze voorwaarden kon voldoen, werden er uiteindelijk twee coalities samengesteld die zich elk achter een presidentskandidaat schaarden.
De Strijdende Indonesische Democratische Partij (PDI-P) droeg op 14 maart 2014 de gouverneur van Jakarta, Joko Widodo, voor als presidentskandidaat. Deze kandidatuur werd gesteund door de NasDem-partij, de Partij van het Nationale Ontwaken (PKB) en de Partij Geweten van het Volk (Hanura). Toen Jusuf Kalla van de partij Golkar als 'running mate' werd voorgesteld leek het erop dat zijn partij dit duo zou steunen, maar Golkar steunde uiteindelijk de tegenpartij.
De andere presidentskandidaat was oud-legergeneraal Prabowo Subianto van de partij Gerindra, met running mate Hatta Rajasa van de Nationale Mandaatpartij (PAN). Andere partijen die zich achter deze kandidaten schaarden waren Golkar, de Partij voor Rechtvaardigheid en Welvaart (PKS), de Verenigde Ontwikkelingspartij (PPP) en de Democratische Partij. De zittende president Susilo Bambang Yudhoyono is lid van de Democratische Partij, maar zelf maakte hij geen keuze in deze verkiezingsstrijd.
Voordat de parlementsverkiezingen plaatsvinden hadden verschillende personen aangegeven zich ook kandidaat te willen stellen, maar door de uitslag van die verkiezingen bleek dat niet haalbaar. Het ging daarbij onder andere om Aburizal Bakrie (Golkar), Wiranto (Hanura), Yusril Ihza Mahendra (Maan en Ster-partij) en Suryadharma Ali (PPP).

## Kandidaten
| Nr. | Kandidaten voor presidentschap en vicepresidentschap | Kandidaten voor presidentschap en vicepresidentschap | Partijen | Partijen |
| --- | ---------------------------------------------------- | ---------------------------------------------------- | -------- | --- |
| 1   |                                                      | Prabowo Subianto Hatta Rajasa                        |          | Gerindra Golkar Partij voor Rechtvaardigheid en Welvaart (PKS) Verenigde Ontwikkelingspartij (PPP) Democratische Partij Nationale Mandaatpartij (PAN) |
| 2   |                                                      | Joko Widodo Jusuf Kalla                              |          | Strijdende Indonesische Democratische Partij (PDI-P) NasDem Partij van het Nationale Ontwaken (PKB) Partij Geweten van het Volk (Hanura)              |

## Uitslag
| Nr. | Kandidaat | Kandidaat        | Aantal stemmen | Percentage |
| --- | --------- | ---------------- | -------------- | ---------- |
| 1.  |           | Prabowo Subianto | 62.576.444     | 46,85%     |
| 2.  |           | Joko Widodo      | 70.997.833     | 53,15%     |

## Vervolg
Joko Widodo werd op 20 oktober 2014 ingezworen als de zevende president van Indonesië. Jusuf Kalla werd de twaalfde vicepresident. Tussen 2004 en 2009 was hij ook al de tiende vicepresident, tijdens de eerste regeringsperiode van Susilo Bambang Yudhoyono.
Joko Widodo en Jusuf Kalla stelden na hun verkiezingswinst het Werkkabinet. Naast de vier partijen die het duo steunden bij de verkiezingen (PDI-P, NasDem, PKB en Hanura) sloten ook de partijen Golkar en Verenigde Ontwikkelingspartij (PPP) zich aan bij de coalitie. Gedurende een deel van de regeringstermijn steunde ook de Nationale Mandaatpartij (PAN) het kabinet.